# Ali Isajew
Ali Isajewicz Isajew (ros. Али Исаевич Исаев; ur. 18 grudnia 1983) – rosyjsko-azerski zapaśnik walczący w stylu wolnym, pochodzenia dargijskiego. Olimpijczyk z Pekinu 2008, gdzie zajął czternaste miejsce w kategorii 120 kg. Od 2016 jest także zawodnikiem mieszanych sztuk walki. W 2019 wygrał turniej wagi ciężkiej PFL.

## Kariera w zapasach
Piąty na mistrzostwach świata w 2010. Zdobył dwa medale na mistrzostwach Europy, w tym złoty w 2009. Drugi w Pucharze Świata w 2009; piąty w 2010; ósmy w 2011; dziesiąty w 2012 i trzynasty w 2013.
Brązowy medalista mistrzostw Rosji w 2006 roku.

## Osiągnięcia

### Zapasy
- 2006: Brązowy medalista Mistrzostw Rosji w kat. 120 kg
- 2008: Wicemistrz Europy w kat. 120 kg
- 2009: Mistrz Europy w kat. 120 kg

### Mieszane sztuki walki
- 2019: Zwycięzca turnieju PFL w wadze ciężkiej

## Lista zawodowych walk w MMA
| Wynik   | Bilans | Przeciwnik (bilans przed walką) | Rozstrzygnięcie                     | Runda | Czas | Rozgrywki                                            | Data       | Miejsce       | Uwagi                                                            |
| ------- | ------ | ------------------------------- | ----------------------------------- | ----- | ---- | ---------------------------------------------------- | ---------- | ------------- | ---------------------------------------------------------------- |
| Remis   | 9-0-1  | Steve Mowry (10-0. 1 NC)        | Remis (większościowy)               | 3     | 5:00 | Bellator 290                                         | 4.02.2023  | Inglewood     | Debiut w Bellator MMA                                            |
| Wygrana | 9-0    | Jared Rosholt (20-7)            | TKO (ciosy pięściami)               | 4     | 4:09 | PFL 2019 #10: Championships                          | 31.12.2019 | Nowy Jork     | Wygrał turniej PFL 2019 w wadze ciężkiej                         |
| Wygrana | 8-0    | Denis Golcow (25-5)             | TKO (ciosy pięściami)               | 3     | 4:59 | PFL 2019 #9: Playoffs                                | 31.10.2019 | Las Vegas     | Półfinał turnieju PFL 2019 w wadze ciężkiej                      |
| Wygrana | 7-0    | Kelvin Tiller (11-3)            | Decyzja (jednogłośna)               | 2     | 5:00 | PFL 2019 #9: Playoffs                                | 31.10.2019 | Las Vegas     | Ćwierćfinał turnieju PFL 2019 w wadze ciężkiej                   |
| Wygrana | 6-0    | Carl Seumanutafa (12-10)        | Decyzja (jednogłośna)               | 3     | 5:00 | PFL 2019 #6: Regular Season                          | 8.08.2019  | Atlantic City | Playoffy sezonu zasadniczego PFL 2019 - turniej w wadze ciężkiej |
| Wygrana | 5-0    | Valdrin Istrefi (13-2)          | Decyzja (jednogłośna)               | 3     | 5:00 | PFL 2019 #3: Regular Season                          | 6.06.2019  | Uniondale     | Playoffy sezonu zasadniczego PFL 2019 - turniej w wadze ciężkiej |
| Wygrana | 4-0    | Alexander Gladkov (10-2)        | KO (kopnięcie oraz ciosy pięściami) | 1     | 1:36 | Fight Nights Global 90: Mineev vs. Ismailov          | 19.10.2018 | Moskwa        |                                                                  |
| Wygrana | 3-0    | Vladimir Daineko (9-2)          | TKO (ciosy pięściami)               | 2     | 0:40 | Fight Nights Global 83: Alibekov vs. Aliev           | 23.02.2018 | Moskwa        |                                                                  |
| Wygrana | 2-0    | Mikhail Kabargin (0-0)          | Decyzja (jednogłośna)               | 3     | 5:00 | Fight Nights Global 53: Day 1 - Gimbatov vs. Shokalo | 7.10.2016  | Moskwa        |                                                                  |
| Wygrana | 1-0    | Timofey Mishev (0-1)            | Decyzja (jednogłośna)               | 3     | 5:00 | Fight Nights Global 46: Mokhnatkin vs. Kudin         | 29.04.2016 | Moskwa        | Debiut w MMA                                                     |